# Chodruc-Duclos
Chodruc-Duclos (Senta Fe la Granda, 1780 - París, 1842), fou un personatge que conquerí certa celebritat a París duran la Restauració i la monarquía de Juliol.
Anomenat vulgarment el Diógenes modern per les seves excentricitats. Per la seva varonil bellesa i el seu valor se li va anomenar el Superbe; durant la Revolució i l'Imperi es va distingir per ser un ardent realista i per les seves aventures galants, cosa que li va costar les persecucions de la policia que li va empresonar diverses vegades.
Va prendre part activa a la Revolta de La Vendée, en què va matar en duel el jove marquès de la Rochejacquelein el 1815, que li va retreure el seu cognom plebeu, veient-se obligat a refugiar-se a Itàlia, on va romandre algun temps, fins que va poder tornar segur i va tornar a París per sol·licitar de Lluís XVIII el pagament dels seus serveis, pels quals demanava el nomenament de mariscal de camp, que M. de Peyronnet, malgrat ser el seu amic de la infància, li va negar rotundament.
Despietat per la negativa, va adoptar el partit de proclamar-se víctima de la ingratitud de la monarquia i el seu govern, i, per fastiguejar Peyronnet, com deia, cada dia va contraure el costum de passejar-se per les galeries del Palais Royal amb la barba i els cabells molt llargs, esparveradament vestit i amb un barret d'ales molt amples i de forma grotesca. La policia el va perseguir diverses vegades per rodamón, però, a despit d'arrestos i multes, va persistir fins a l'últim dia de la seva vida a avergonyir el rei.
La seva existència tan rara com anormal, va motivar que se li dediquessin diverses obres, entre elles: L'Homme à la longue barbe, Precís sur la vie et les aventures de Chodruc-Duclos, suivi de ses lettres (París, 1829), obres que es perseguiren per difamació a nom de la família la Rochejacquelein; Vie civile, politique, anecdotique, philosophique, diogénique et artistique de Chodruc- Duclos (París, 1842), i Memoires de Chodruc-Duclos (París, 1842), publicades per J. Arago i Gonin.

## Aclariment
En aquesta Viquipèdia, hi ha pràcticament totes les biografies de la família Rochejaquelein, i en cap consta que algun membre d'aquesta morís en duel, per tant s'ha de posar en dubte l'afirmació anterior. No obstant si que és veritat que hi va haver una confrontació entre aquesta família i Chodruc-Duclos.